# Scheebroekerloopje
Het Scheebroekerloopje is een beek in de Nederlandse provincie Drenthe. De beek maakt deel uit van het stroomgebied van de Drentsche Aa.
Het Scheebroekerloopje ontspringt in het Scheebroek, dat deel uitmaakt van het Eexterveld. Het Scheebroek ligt ongeveer een kilometer ten noorden van het dorp Anderen aan de weg naar Anloo. De beek stroomt naar het westen en kruist de wegen van Anderen naar Anloo en van Anderen naar Gasteren. Kort na die laatste kruising splitst de beek zich in twee takken, die beide uitmonden in het Rolderdiep.

## Het Scheebroek

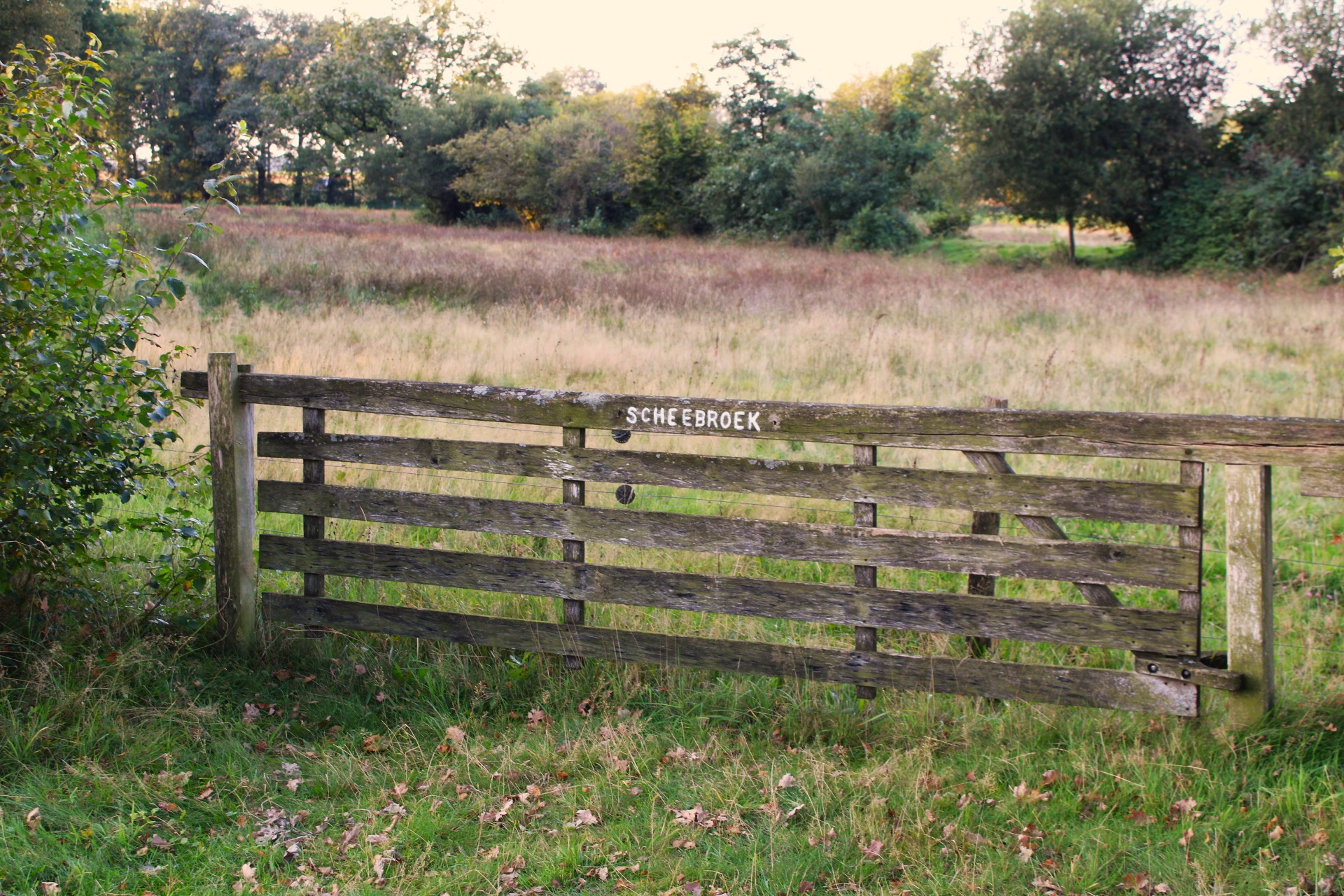
Het Scheebroek

Het brongebied van de beek, het Scheebroek, is een lager gelegen deel van het Eexterveld. De bodem bestaat uit potklei en keileem waardoor water niet of nauwelijks in de grond kan zakken. Oorspronkelijk was dit het groenland voor de boeren van Anderen. In de potkleilaag zitten gaten waardoor grondwater uit lager gelegen lagen naar boven komt. Dat zorgt voor een grote soortenrijkdom in het gebied. Het gebied is in beheer bij Staatsbosbeheer dat er grote grazers inzet. Door het Scheebroek en het Eexterveld heeft Staatsbosbeheer een wandelroute uitgezet.
Het gebied langs de beek kent een zeer lange bewoningsgeschiedenis. De oudste sporen dateren uit het middenpaleolithicum. In de jaren zestig van de twintigste eeuw werd langs de beek een vuistbijl uit die periode gevonden. Deze bevindt zich nu in het Drents Museum in Assen.

## De beek
Uit oude kaarten blijkt dat het Scheebroek oorspronkelijk geen eenduidige afwatering kende. In de eerste helft van de negentiende eeuw kreeg de huidige beek zijn loop door menselijk ingrijpen. Zoals de naam al suggereert, is het Scheebroekerloopje een smalle stroom. De beek is vrijwel nergens breder dan een meter, zonder kaart is de loop nauwelijks te traceren. De beek kruist de wegen van Anderen naar Anloo en van Anderen naar Gasteren middels een duiker. 
In Anderen wordt de beek aangeduid als  't Ruum. Deze naam is vergelijkbaar met Ruimsloot, een van de woorden waarmee in Drenthe een beek wordt aangeduid.
Amerdiep ·
Anlooërdiepje ·
Deurzerdiep ·
Gastersche Diep ·
Hoornsediep ·
Looner Diep ·
Scheebroekerloopje ·
Taarlosche Diep ·
Zeegserloopje